# 靳梦佳
靳梦佳（1993年6月5日—），出生于河南濮阳，中国大陆女主持人。2013年进入湖南电视台，次年签约芒果娱乐。2015年毕业于武汉大学新闻与传播学院播音主持专业。主持的节目有《娱乐急先锋》、《我是大赢家》等。

## 生平

### 早年经历
1993年6月5日，靳梦佳出生于中国河南省濮阳市。2011年，她考进武汉大学新闻与传播学院播音主持专业，与李莎旻子同班。在大一学年，她兼职在华科校园内的艺考培训学校任教。

### 演艺经历
2012年，参加湖南娱乐频道选秀节目《星姐选举》，并获得最终的第二亚军。
2013年，参加《第一美差——海南国际旅游岛形象大使选拔》获得全国10强，同年年底，进入湖南广播电视台实习。次年签约芒果娱乐，先后主持《娱乐急先锋》、《老爸你最棒》、《厨王争霸》、《一起向前冲》等节目。
2015年1月，主持《“鹏爱杯”中国城市天使大赛（长沙赛区）》，参演湖南娱乐频道的栏目喜剧《食喜临门》。6月，完成大学学业并成功毕业。同年主持的节目还有《新闻大求真》、《我是大赢家》等。
2016年，先后主持《都市大直播》、《2015年度感动中国人物评选湖南区颁奖典礼》等节目。
2017年2月，在《歌手2017》节目中担任歌手赵雷的“音乐合伙人”。5月，以“鉴客团”成员身份参加音乐互动节目《我想和你唱》。7月，参加湖南卫视明星经营类美食真人秀节目《中餐厅》，担任餐厅的洗碗工。12月31日，担任《湖南卫视2018跨年演唱会》主持人。
2018年1月，在《歌手2018》节目中担任歌手李晓东的“音乐合伙人”。同月还参加了湖南卫视原创声音魅力竞演节目《声临其境》。12月31日，担任《湖南卫视2019跨年演唱会》主持人。
2020年2月，在《歌手·当打之年》节目中担任歌手周深的“音乐合伙人”。

## 个人生活
靳梦佳有一个弟弟（其弟弟名为靳疆濮，腾讯电竞签约主播），由于她家的传统是男孩要照顾女孩，因此一般在家都是弟弟干活，她歇着。